# Ovidiu Bîrlea
Ovidiu Bîrlea (n. 13 august 1917, Mogoș, Alba – d. 7 ianuarie 1990, Cluj-Napoca) a fost un etnolog, folclorist, prozator și cercetător român, fratele istoricului Octavian Bârlea.

## Biografie
S-a născut la data de 13 august 1917 în localitatea Bîrlești-Mogoș, județul Alba.
Între 1924-1928 urmează școala primară în localitatea natală, iar ulterior gimnaziul la Baia de Arieș (1928-1929).
Între 1929-1937 își continuă studiile absolvind liceul militar din Târgu Mureș.
Între 1937-1939 și 1940-1942 urmează studiile de literatură (filologie modernă) la universitățile din Cluj și din București. A fost coleg cu George Meniuc, cu care a și colaborat ulterior.
Pe 15 noiembrie 1948 ajunge funcționar în Departamentul naționalităților, unde activează până pe 31 martie 1949.
Pe 1 aprilie 1949 devine cercetător la nou-înființatul Institut de Folclor din București, unde între 1 ianuarie 1950 și 1 iulie 1969 îndeplinește funcția de șef al sectorului literar.
A colaborat cu mai multe publicații periodice, printre care „Analele Universității din Timișoara”, „Anuarul de Folclor”, „Anuarul Muzeului Rtnografic al Transilvaniei”, „Ateneu”, „Flacăra”, „Limbă și literatură”, „Orizont”, „Revista de Folclor” (devenită „Revista de Etnografie și Folclor”), „Revista Fundațiilor regale”, „România literară”, „Satul”, „Sociologie românească”, „Steaua”, „Tribuna” ș.a.

## Distincții
- Medalia „Meritul Cultural” clasa a II-a (26 septembrie 1966) „pentru merite deosebite în activitatea literară, artistică și de răspîndire a culturii naționale, cu prilejul Centenarului Academiei Republicii Socialiste România”[5]

## Lucrări

### Volume
- Poveștile lui Creangă, Editura pentru literatură, București, 1966, 319 pag.
- Metoda de cercetare a folclorului, Editura pentru literatură, București, 1969, 326 pag.
- Tipologia folclorului din răspunsurile la chestionarele lui B. P. Hașdeu, Editura Minerva, București, 1971, 362 pag. (în colaborare cu Ion Mușlea)
- Problemele tipologiei folclorice, Editura Minerva, București, 1971, 362 pag. (în colaborare cu Dumitru Caracostea)
- Horea și Iancu în tradiția și cântecele poporului, Editura Eminescu, București, 1972, XXIX, 184 pag.
- Istoria folcloristicii românești, Editura Enciclopedică și Pedagogică, București, 1974, 598 pag.
- Mică enciclopedie a poveștilor românești, Editura Științifică și Enciclopedică, București, 1976, 478 pag.
- Șteampuri fără apă (roman), Editura Cartea românească, București, 1979
- Poetică folclorică, Editura Univers, București, 1979, 296 pag.
- Folclorul românesc I-II, Editura Minerva, București (vol. I, 1981 - 495 pag. și vol. II, 1983 - 495 pag.)
- Eseu despre dansul popular românesc, Editura Cartea românească, București, 1982, 176 pag.
- Efigii, Editura Cartea Românească, București, 1987, 224 pag.
- Se face ziuă: romanul anului 1848, Editura Grai și Suflet - Cultura Națională, București, 2001, 397 pag.

### Studii și articole
- Procesul de creație al baladei populare române, în „Revista Fundațiilor Regale”, VIII, 1941
- „Conservatorul” de lăutari din Rociu, în „Sociologie românească” IV, 1942
- Culegerea și valorificarea literaturii populare, în „Cultura Poporului”, V, nr. 6, 1955
- Folclorul și unele probleme ale dezvoltării poporului român, în „Revista de Etnografie și Folclor”, București, tom IV, nr. 1-2, 1959, pp. 195–204
- Folclorul în „Țiganiada” lui I. Budai-Deleanu, în Studii de folclor și literatură, Editura pentru Literatură, București, 1967, pp. 497–576
- Colindatul în Transilvania în „Anuarul Muzeului Etnografic al Transilvaniei pe anii 1965-1967”, Cluj-Napoca, 1969, pp. 247–304
- Cântecele rituale funebre din Ținutul Pădurenilor (Hunedoara) în „Anuarul Muzeului Etnografic al Transilvaniei pe anii 1968-1970”, Cluj-Napoca, pp. 361–407

### Culegeri de folclor
- Snoave și ghicitori, Editura Tineretului, București, 1957, 72 pag
- Proverbe și zicători românești, Editura didactică și pedagogică, București, 1966, 55 pag.
- Antologie de proză populară epică, vol. I-III, Editura pentru literatură, București, 1966 (vol. I – 609 pag., vol. II – 586 pag., vol. III – 519 pag.)
- Petrea Făt-Frumos, Povești populare românești, Editura pentru literatură, București, 1967, 352 pag.

### Sursa principală
- Datcu, Iordan: Dicționarul etnologilor români (ediția a III-a), Editura Saeculum I.O., București 2006, pp. 111–116 ISBN 973-642-098-1

### Alte referințe
- Blaga, Doina: Evocându-l pe Ovidiu Bârlea, în „Studii și Comunicări de etnologie”, Sibiu, tom. XI, 1997, pp. 185–191
- Cuceu, Ion: Ovidiu Bârlea (1917-1990), în „Anuarul Arhivei de folclor”, XII-XIV (1991-1993), 1993, pp. 429–432
- Datcu, Iordan: Ovidiu Bârlea și demnitatea scrisului, în „Jurnalul literar”, București, an I, nr. 5, febr. 1990, p. 4
- Dobre, Al.: Ovidiu Bârlea sau încercarea de abordare cuprinzătoare a  folclorului românesc, în „Revista de Etnografie și Folclor”, tom 32, nr. 1, 1987, pp. 73–77
- Vulcănescu, Romulus: Dicționar de etnologie, Editura Albatros, București, 1979, p. 20
- Zaciu, M., Papahagi, M., Sasu, A.: Dicționarul scriitorilor români, A-C, Editura Fundației Centrale Române, București, 1995, pp. 247–249 (art. de Virgiliu Florea);

Ovidiu Bîrlea - Ion Taloș: Corespondență 1963-1977. Ediție îngrijită de Andreea Buzaș. Introducere de Ion Taloș. Editura Centrului de Cultură „Augustin Bena”. Alba Iulia 2017, 298 p.